# Sphaerodactylus schwartzi
Sphaerodactylus schwartzi este o specie de șopârle din genul Sphaerodactylus, familia Gekkonidae, descrisă de Thomas, Hedges și Orlando H. Garrido în anul 1992. Conform Catalogue of Life specia Sphaerodactylus schwartzi nu are subspecii cunoscute.